# Michaël Pereira
Michaël Pereira est un footballeur français né le 8 décembre 1987 à Paris, en France. Il évolue actuellement en tant que milieu offensif au Kocaelispor, en Turquie.

## Carrière
Michaël Pereira commence sa carrière au Blanc-Mesnil Sport Football, un club de Division d'Honneur avec lequel il joue jusqu'en mai 2008. Il joue ensuite pour l'UJA Alfortville, alors dans le groupe D de CFA, avec lequel il marque 12 buts durant sa seule saison avec le club francilien. Ces performances attirent le RCD Majorque, qui l'intègre pour la saison 2009-2010 à son équipe réserve, qui vient de monter en Segunda División B. Il devient rapidement titulaire au sein de la réserve, et l'aide à finir la saison à la huitième place. Il se voit parfois convoqué dans le groupe de l'équipe professionnelle, mais il ne rentre cependant jamais en jeu.
Lors de l'été 2010, Pereira effectue sa préparation avec l'équipe première de Majorque et réussit à convaincre les dirigeants du club des Îles Baléares de lui faire signer son premier contrat professionnel d'une durée de quatre ans. Il fait ses débuts en première division espagnole dès la reprise du championnat, à domicile face au Real Madrid. Il remplace Víctor Casadesús à la 59e minute, le match se terminant sur un score nul et vierge (0-0). Depuis ce jour, il participe à quasiment tous les matches de son club, en inscrivant 3 buts pour 5 titularisations, jusqu'au 21 novembre 2010, où il inscrit un but décisif face au FC Séville (victoire 2-1 à l'extérieur pour Majorque).

## Statistiques
| Club         | Saison  | Championnat | Championnat | Coupe  | Coupe | Total  | Total |
| Club         | Saison  | Matchs      | Buts        | Matchs | Buts  | Matchs | Buts  |
| ------------ | ------- | ----------- | ----------- | ------ | ----- | ------ | ----- |
| RCD Majorque | 2010-11 | 35          | 5           | 4      | 1     | 39     | 6     |
| RCD Majorque | 2011-12 | 30          | 2           | 2      | 0     | 32     | 2     |
| RCD Majorque | 2012-13 | 24          | 1           | 2      | 0     | 26     | 1     |
| RCD Majorque | Total   | 89          | 8           | 8      | 1     | 97     | 9     |
| Total        | Total   | 89          | 8           | 8      | 1     | 97     | 9     |

## Palmarès
- Yeni Malatyaspor
  - Championnat de Turquie D2 :
    - Vice-champion : 2017
- CFR Cluj
  - Championnat de Roumanie (1) :
    - Champion : 2020